# 教育二法
教育二法（きょういくにほう）とは、「教育公務員特例法の一部を改正する法律」（昭和二十九年法律第百五十六号、1954年6月3日公布）および「義務教育諸学校における教育の政治的中立の確保に関する臨時措置法」（昭和二十九年法律第百五十七号、1954年6月3日公布）をいう。

## 概略
政治色を帯びるデモ行進や集会に公立学校の教育関係職員が参加する事、また生徒学生に参加を呼びかける事を規制し、これに抵触した場合は懲戒処分する旨定めた規定である。
1954年2月22日、政府は、教育二法案を国会に提出し、3月26日、衆議院を通過し、5月14日、参議院文教委員会は修正可決、5月29日、衆議院は参議院修正に同意、6月3日、それぞれ公布された。
2月1日、全国高等学校教職員組合は教育ニ法に反対を表明した。2月21日信濃教育会、2月22日全国連合小学校長会、2月24日日教組、2月27日全国大学教授連合、3月2日日本教育学会などが、反対を表明し、3月6日反対団体は50を越えた。

## 条文
（いずれも当時の条文であり現行法とは異なる）

### 教育公務員特例法の一部を改正する法律
教育公務員特例法（昭和二十四年法律第一号）の一部を次のように改正する。

第十一条第二項中「同法第三十一条から第三十八条まで及び第五十二条」を「第二十一条の三第一項並びに地方公務員法第三十一条から第三十五条まで、第三十七条、第三十八条及び第五十二条」に改める。

第二十一条の三を第二十一条の四とし、第二十一条の二の次に次の一条を加える。

（公立学校の教育公務員の政治的行為の制限）

第二十一条の三　公立学校の教育公務員の政治的行為の制限については、当分の間、地方公務員法第三十六条の規定にかかわらず、国立学校の教育公務員の例による。

2　前項の規定は、政治的行為の制限に違反した者の処罰につき国家公務員法第百十条第一項の例による趣旨を含むものと解してはならない。

附則

1　この法律は、公布の日から起算して十日を経過した日から施行する。

2　地方公務員法（昭和二十五年法律第二百六十一号）の一部を次のように改正する。

第二十九条第一項第一号中「この法律」を「この法律若しくは第五十七条に規定する特例を定めた法律」に改める。

第三十六条第二項但書中「公立学校（学校教育法（昭和二十二年法律第二十六号）に規定する公立学校をいう。以下同じ。）に勤務する職員以外の職員は、」及び「公立学校に勤務する職員は、その学校の設置者たる地方公共団体の区域（当該学校が学校教育法に規定する小学校、中学校又は幼稚園であつて、その設置者が地方自治法第百五十五条第二項の市であるときは、その学校の所在する区の区域）外において、」を削る。

第五十七条中「公立学校」を「公立学校（学校教育法（昭和二十二年法律第二十六号）に規定する公立学校をいう。）」に、「学校教育法に」を「同法に」に改める。

## 制定の経緯

### 当時の状況
- 教育委員会は選挙制であった。
- 日本教職員組合（日教組）の組織率は（やや時期が下るが）1958年現在で86.3%であった。
- 内閣は自由党の第5次吉田内閣（自由民主党は1955年結党）。
- 日本社会党は社会党左派と社会党右派に分裂していた（1955年に社会党再統一）。

### 中央教育審議会答申
- 中央教育審議会は1954年1月18日、「教員の政治的中立性維持に関する答申」を政府に提出。

### 教育二法闘争
これに対して日教組は、原案可決を阻止するため、昼休みを返上しまた日曜と平日を入れ替えて授業を行い保護者の参観を求める「昼食抜き」「振り替え授業」闘争を行なった。
これにより日教組攻撃に対する世論の批判が高まり、政府は刑事罰導入を懲戒処分にとどめるという後退を余儀なくされた（文部大臣は大達茂雄）。